# Kabanchik.ua
Kabanchik.ua — український онлайн-сервіс пошуку фахівців для вирішення побутових та бізнес завдань, проєкт IT-компанії EVO. 
Проект об'єднує замовників, яким потрібно виконати будь-яку роботу, та виконавців, які готові її виконати за грошову винагороду.
Місія проекту полягає в тому, щоб допомагати людям вирішувати щоденні побутові та бізнес завдання будь-якої складності швидко та якісно.

## Деталі проекту
17 вересня 2012 року було запущено першу версію проекту. Спочатку проект почав працювати лише на території Києва.
18 квітня 2013 року в результаті відбору з 150 проектів команда Kabanchik.ua стала резидентом бізнес-інкубатора EastLab [Архівовано 4 квітня 2022 у Wayback Machine.] і отримав $20 000 на розвиток проекту.
7 жовтня 2013 року проект Kabanchik.ua став переможцем у спеціальній номінації Яндекса "The Best Consumer Startup" на конференції IDCEE 2013 [Архівовано 2 квітня 2022 у Wayback Machine.].
10 грудня 2013 року проект Kabanchik.ua став переможцем у фінальній битві біржі інвестиційних проектів "StartUp.ua"
У січні 2014-го стартап залучив додаткові інвестиції у розмірі $60 000 від бізнес-янголів. Інвестиції допомогли масштабувати проект у Харків та Дніпро. На даний момент послугами проекту можна скористатися у 71 місті України.
16 лютого 2015 року український торговий майданчик Prom.ua придбав сервіс Kabanchik.ua. У рамках цієї угоди проект істотно розширив свою географію. На початку 2015 року було запущено аналоги в Росії (kabanchik.ru), Республіки Білорусь (kabanchik.by), Казахстані (megamaster.kz). Наразі проект працює тільки в Україні та Казахстані. Проект на території Росії був закритий у 2016 році, а на території РБ у 2022 році. 
10 лютого 2016 року у проекті відбуваються кардинальні зміни: покращення юзабіліті сайту, зниження комісії та зміна піддомену на  Kabanchik.ua.
1 червня 2016 року випущено мобільний додаток для фахівців на Android.
6 лютого 2017 року випущений додаток для замовлення послуг на Android.
28 лютого 2022 року у зв’язку з воєнними діями на території України на сервісі Kabanchik.ua було запущено волонтерські категорії. За допомогою цього розділу українці котрим потрібна допомога можуть знайти виконавців-волонтерів.

## Функціональність сервісу
Сервіс Kabanchik.ua дає можливість реєстрації в ролі замовника чи виконавця.
Для реєстрації на сервісі в ролі Замовника необхідно вказати контактні дані (електронну пошту та телефон). Замовник створюючи заявку самостійно обирає категорію послуги та вартість. У заявці потрібно описати, що і коли треба зробити та вказати актуальну ціну, яку замовник готовий заплатити. Після того як завдання було виконано замовнику потрібно залишити оцінку та відгук про роботу фахівця.
Щоб почати отримувати завдання виконавцю потрібно зареєструватися у сервісі i пройти процедуру верифікації. Kabanchik.ua передбачає два способи реєстрації для виконавців: Перший — у ролі «Приватний фахівець», другий — як «Компанія». При реєстрації слід підтвердити свої контактні дані і прикріпити селфі-фото з паспортом чи id-картою. Для виконання завдання фахівець повинен мати статус «Перевірений виконавець», який надається після перевірки контактних та паспортних даних.

## Досягнення і нагороди
Проєкт був високо оцінений багатьма експертами ІТ-індустрії та багато разів перемагав у конкурсах та спеціальних номінаціях: 
The Best Consumer Startup 2013, 
перемога у Змаганні проектів, один із кращих проектів соціального бізнесу, спецпремія "За створення бізнесу майбутнього"
Але користувачі сервісу мають іншу думку. https://www.otzyvua.net/

### Премія PAYSPACE MAGAZINE AWARDS
- 2016 рік, номінація “Кращий маркетплейс”, 5 місце [Архівовано 23 січня 2022 у Wayback Machine.]
- 2017 рік, номінація “Кращий маркетплейс”, 2 місце
- 2018 рік, номінація “Кращий маркетплейс”, 2 місце [Архівовано 11 квітня 2022 у Wayback Machine.]
- 2019 рік, номінація “Кращий маркетплейс”, 3 місце [Архівовано 11 квітня 2022 у Wayback Machine.]
- 2020 рік, номінація “Кращий маркетплейс”, 2 місце [Архівовано 11 квітня 2022 у Wayback Machine.]